# Julie and the Phantoms
Julie and the Phantoms est une série télévisée américaine diffusée sur Netflix à partir de septembre 2020. C'est un remake de la série brésilienne Julie e os Fantasmas (Nickelodeon Brazil, 2011-2012). Plusieurs réalisateurs contribuent à la série, mais Kenny Ortega reste le producteur exécutif et réalisateur principal. Ce dernier a eu une grosse influence parmi les studios Disney et a notamment réalisé les trilogies High School Musical et Descendants, dont on peut voir les influences dans la série, ainsi que les films Newsies et Hocus Pocus.
Le 18 décembre 2021, Netflix annule la série après la première saison.

## Synopsis
En 1995, à Los Angeles, trois membres d'un groupe de musique plein de promesses, Sunset Curve, décèdent d'une intoxication alimentaire.
En 2020, Julie, dont la mère Rose était une fan du groupe, est une lycéenne qui n'arrive plus à faire de musique depuis le décès de celle-ci. Elle tombe sur le CD du groupe en rangeant les affaires de sa mère. En écoutant le CD des Sunset Curve, elle fait apparaître les fantômes de Luke, Alex et Reggie. Alors que Julie veut abandonner la musique et le chant, les trois compères vont la persuader de s'accrocher, et même de fonder un groupe ensemble.

## Épisodes

### Saison 1 (2020)[5],[6]
| N° | Nom de l'épisode en version française | Nom de l'épisode en version originale (anglais) |
| -- | ------------------------------------- | ----------------------------------------------- |
| 1  | Réveille-toi                          | Wake up                                         |
| 2  | Briller                               | Bright                                          |
| 3  | Si je volais en solo                  | Flying Solo                                     |
| 4  | La musique en moi                     | I Got the Music                                 |
| 5  | De l'autre côté d'Hollywood           | The Other Side of Hollywood                     |
| 6  | Enfin libres                          | Finally Free                                    |
| 7  | À l'aube de la gloire                 | Edge of Great                                   |
| 8  | Les non-dits, Emily                   | Unsaid Emily                                    |
| 9  | La tête haute                         | Stand Tall                                      |

### Description des épisodes (Saison 1)
1. Los Angeles, 1995, un groupe nommé Sunset Curve va monter sur scène. Quatre garçons, Luke, Reggie, Alex et Bobby, se préparent pour jouer le concert à l'Orpheum, salle de concert à Hollywood, qui promet de les rendre célèbres. Malheureusement, Luke, Reggie et Alex meurent seulement deux heures avant le début de leur concert à la suite d'une intoxication alimentaire provoquée par des hot-dogs. En 2020, Julie est une lycéenne qui a abandonné la musique après la mort de sa mère. Après de nombreuses tentatives, elle n'a jamais réussi à se remettre au piano, ce qui lui coûte sa place au sein du programme musique. Elle décide finalement, un an après le décès de sa mère, Rose, de retourner dans le garage de cette dernière. C'était un lieu important pour toutes les deux. Elle trouve dans ses affaires un CD d'un groupe nommé Sunset Curve, et commence à l'écouter. Lors de la chanson, trois fantômes arrivent devant elle, il s'agit de trois des membres du groupe, morts vingt-cinq ans auparavant : Luke, Alex et Reggie, morts après avoir mangé des hot-dogs. Passé l'effet de surprise, Julie se rend compte qu'elle est la seule à pouvoir les voir mais que tout le monde peut les entendre, seulement quand ces derniers jouent de la musique. Elle accepte par la suite de leur donner un toit et qu'ils restent dans le garage. La nuit, les garçons décident de faire le maximum de boîtes de nuit mais sur le chemin, Alex est bousculé par quelqu'un : un homme qui le voit et qui peut le toucher. Le lendemain, de retour dans le garage, Julie découvre une chanson que sa mère a composé pour elle nommée Wake up (Réveille-toi). Pour la première fois depuis un an, Julie se remet au piano, et chante cette chanson. Le père et le frère de Julie sont heureux de l'entendre, et les garçons sont abasourdis et émerveillés à l'écoute de sa voix.
2. La meilleure amie de Julie, Flynn, va tout faire pour aider Julie à reprendre sa place au sein du programme musique de son lycée. Malheureusement la place est déjà prise. Les garçons se rappellent le temps où ils étaient encore vivants. Après que le père de Julie a pris des photos dans le garage de la maison, il y découvre des orbes lumineux, ce qui intrigue Carlos, le petit frère de Julie. Le soir, Luke va parler à Julie. Il lui fait comprendre que sa voix est exceptionnelle et qu'elle doit tout faire pour récupérer sa place, quitte à ne pas demander la permission. Il lui offre donc une chanson nommée Bright (Brillant), qu'il a lui-même écrite pour Sunset Curve mais qu'ils n'ont jamais eu le temps d'enregistrer. Le lendemain, lors d'une assemblée générale du lycée, Julie s'arme de courage avant de monter sur scène et de commencer à jouer. Les garçons décident de la rejoindre à la guitare (Luke), à la basse (Reggie) et à la batterie (Alex), et à la surprise générale, le groupe apparaît aux yeux de tous. Toute l'école peut les voir jouer et chanter. Mais, dès que la musique s'arrête, ils disparaissent aussitôt, laissant Julie seule sur scène avec quelques explications à donner.
3. Julie explique à tout le monde que les garçons sont des hologrammes. Elle réussit finalement à réintégrer le programme musique de son école, mais Flynn est contrariée. Elle ne sait pas pourquoi Julie ne lui a rien dit concernant les garçons et lui reproche de lui mentir. En essayant de la rattraper, Julie est retenue par Carrie – ancienne meilleure amie de Julie et chanteuse sous le pseudo de « Dirty Candy » – ainsi que son petit-ami Nick – crush de Julie depuis des années –, ce qui l'empêche de retrouver sa meilleure amie. Par la suite, elle tombe sur les garçons qui sont émerveillés et frappés par ce qui vient de se passer. Toute l'école a pu voir les fantômes. Rentrés au garage, les garçons se demandent s'ils ne devraient pas inviter Julie à rejoindre le groupe Sunset Curve. L'esprit d'Alex est ailleurs. Il se sent perturbé et ne comprend pas trop ce qu'il se passe. Il décide alors de sortir se vider la tête et rencontre sur le chemin un fantôme nommé Willie, mort dans un accident sur la route. Entre-temps, Reggie et Luke trouvent un poème que Julie a écrit pour sa meilleure amie Flynn et la transforment en chanson. Bien préoccupée par leur dispute, Julie ne prête pas attention à leur proposition de rejoindre leur groupe. Elle décide de raconter toute la vérité à Flynn, et lui dit que les garons sont des fantômes. Pour le lui prouver, elle joue avec le groupe la chanson qu'elle a écrite à Flynn, qui s'appelle Flying Solo (Si je volais en solo). Par la suite, les deux jeunes filles se réconcilient, et Julie accepte de créer un nouveau groupe avec les garçons.
4. Julie a enfin retrouvé le goût de la musique et elle en est fière et heureuse. Flynn annonce à Julie qu'elle a organisé un concert pour que Julie et les garçons jouent au bal de leur lycée. D'abord peu enchantée par l'idée, elle accepte, et elle se met aux répétitions avec Reggie et Luke, car Alex est introuvable. Ce dernier traîne avec son nouvel ami Willie, et lui raconte pourquoi il a commencé la musique. Carlos devient de plus en plus curieux et est persuadé que ces orbes sont des fantômes. Quand Alex rentre, le groupe au complet peut commencer la répétition. Luke décide de montrer quelques-unes de ses chansons à Julie et cette dernière tombe sur une chanson avec le prénom « Emily », ce qui attise sa curiosité. Luke esquive le sujet et montre une chanson qu'il a composée. En l'écoutant, Julie affirme qu'elle vient d'un autre chanteur très connu. Trevor Wilson est un chanteur de rock, et c'est le père de Carrie, qui a volé toutes les chansons du groupe, et s'est attribué le mérite sans jamais mentionner les autres garçons. Il apparaît ainsi que Bobby a donc changé de nom pour Trevor. Les garçons, hors d'eux, décident de lui rendre visite. Julie essaye de les rattraper avec l'aide de Flynn mais les garçon sont bien décidés à hanter Bobby/Trevor. Les filles arrivent donc chez Carrie et essayent de chercher les garçons discrètement en inventant une excuse. Une fois qu'elle les a trouvés, Julie dit aux garçons de ne pas se soucier de Bobby maintenant car ils ont leur propre groupe et que la meilleure façon de se venger est de réussir ce groupe. Elle leur annonce qu'ils passent à 21 h et leur donne rendez-vous au lycée. Les garçons n'en font qu'à leur tête et vont voir Willie pour lui demander conseil. Ce dernier lui dit qu'il ne peut pas les aider mais qu'un magicien peut lui les aider. Ils acceptent donc d'aller dans un club nommé le Hollywood Ghost Club.
5. Le bal a commencé et les garçons ne sont pas encore là. Luke, Alex et Reggie sont en plein milieu d'une fête dansante avec des airs des années 1920. Ils rencontrent Caleb, un magicien mort il y a longtemps, ayant des pouvoirs lui permettant de faire voir les fantômes aux vivants. Alex le reconnaît, c'est l'homme qui l'a bousculé le premier jour. Caleb propose aux garçons de rejoindre son groupe de musique pour l'éternité mais les garçons refusent en disant qu'ils ont déjà un groupe. Caleb leur rappelle qu'avec lui, ils ne disparaîtront jamais, et tout le monde pourra les voir en continu, même après que la musique s'arrête, ce qui tente les garçons. Plus l'heure tourne, plus Julie est inquiète. À 23 h, Nick vient lui rendre visite dans les coulisses et après quelques encouragements de sa part, il décide de prendre le micro et de l'annoncer sur scène, obligeant Julie à monter sur scène. Elle décide néanmoins de ne pas chanter ni de jouer, n'ayant pas la force de le faire seule. Elle annonce donc que le concert est annulé à la déception de tout le monde. Dans le club, Luke, Alex et Reggie continuent de faire la fête, mais à minuit, ils se rendent compte de l'heure et partent à toute vitesse. Ils se font arrêter par Caleb qui leur offre à nouveau la proposition, mais les garçons refusent à nouveau. Caleb accepte leur refus mais leur donne un coup de tampon du club sur le poignet. Après fait, Willie s'inquiète et demande à Caleb le pourquoi de son geste, lequel lui répond qu'ils doivent travailler pour lui car ils ont des pouvoirs trop puissant. Arrivés au bal après trois heures de retard, les garçons s'excusent auprès de Julie mais cette dernière leur reproche d'être égoïstes, de l'avoir laissé tomber pour se venger de Trevor et de ne pas avoir pris en compte le fait que jouer de la musique à nouveau est très dur pour elle. Elle décide alors de quitter le groupe. À la fin de l'épisode, les garçons reçoivent une sorte d'électrochoc qui leur donne la sensation de mourir à nouveau.
6. Le lendemain du bal, Julie manque ses trois premiers cours pour avoir trop dormi. À son cours de danse, elle se retrouve en binôme avec Nick et ce dernier lui annonce qu'il a rompu avec Carrie. Luke, Reggie et Alex décide de s'inscrire à un concert où le groupe pourrait jouer, en espérant que Julie décide de réintégrer le groupe. Ils surprennent pourtant Willie en train de les espionner, et à la seconde d'après, il s'enfuit ne laissant pas le temps à Alex de lui dire bonjour. Willie est interrompu par Caleb qui lui dit de ne pas les fréquenter et le menace de le faire disparaître s'il continue. Rentrée de l'école, Julie tombe sur les garçons qui s'excusent à nouveau mais elle est encore fâchée contre tout le monde et spécialement contre Luke lui reprochant d'être égoïste et de ne penser à personne qu'à lui-même. Luke est dévasté et s'enfuit. Alex et Reggie vont voir Julie et lui expliquent que la seule chose que Luke voulait était la reconnaissance de ses parents. Avant de mourir, Luke a fugué de chez ses parents car ces derniers ne voulaient pas que leur enfant de 17 ans soit dans un groupe de musique. Alex dit à Julie que la chanson avec le prénom « Emily » était en fait destinée à sa mère. Reggie et Alex vont donc montrer où est Luke, à savoir chez ses parents, le jour de son anniversaire. Touchée par son histoire, Julie décide de réintégrer le groupe. Grâce aux garçons, le groupe donne un concert dans un bar où les managers accourent. Malgré cela, le père de Julie ayant appris qu'elle avait raté ses trois premiers cours, manquant aussi un contrôle de mathématiques, lui interdit de sortir le soir. Elle décide tout de même de faire le mur pour rejoindre le bar. Elle rejoint donc Flynn qui l'attend, et voit Dirty Candy (Carrie) faire un tour de chant dans le même bar. Après sa performance, c'est au tour de Julie de passer sur scène. Les garçons et Julie vont chanter une chanson nommée Finally Free (Enfin libre) et tout le monde est conquis. À la fin du morceau, une manager arrive et va vouloir parler avec Julie pour lui proposer quelque chose, mais leur discussion est interrompue par le père de Julie qui la surprend hors de son lit, et hors de la maison.
7. Sur le chemin du retour, le père de Julie lui demande des explications et Julie se défend comme elle peut. Elle dit finalement qu'elle ne peut pas vivre sans musique et que les garçons l'ont aidé à réintégrer le programme musique et à reprendre la musique tout simplement. Le père de Julie décide d'accepter qu'elle continue la musique avec les garçons. Julie lui explique que ce sont des hologrammes, lui cachant la vérité. Carlos est de plus en plus intrigué, et est persuadé que les fantômes existent surtout après que Reggie décide de faire peur à Carlos et à la tante de Julie. Quelques jours plus tard, le père de Julie décide d'aider Julie et organise un concert chez elle, et de la filmer pour avoir une maquette de leur groupe. A l'école, Luke visite Julie et lui parle du concert. En passant, il lui annonce qu'elle l'a rendu meilleur et qu'elle a fait de lui un meilleur chanteur et compositeur. Julie lui retourne le compliment et va ensuite rejoindre sa classe de danse, où elle va devoir danser avec Nick. Pendant leur propre répétition, en attendant que Julie rentre des cours, les garçons surprennent Willie en train de les espionner à nouveau. Alex arrive par contre à le rattraper, mais Willie dit simplement que lui et Alex n'aurait jamais dû se rencontrer, et s'enfuit à nouveau par la suite. Pendant les répétitions, Alex est énervé, mais ses deux amis Luke et Reggie décide de le réconforter. En passant, Reggie et Alex annonce au guitariste qu'il a des sentiments pour Julie, mais Luke le nie. À l'école, Julie et Nick s'apprêtent à danser. Mais dès que la musique commence, Julie s'imagine danser avec Luke, ce qui la rend confuse dès que la musique s'arrête. À la fin de la danse, elle s'enfuit de la classe et avoue à Flynn qu'elle a des sentiments pour le guitariste. La meilleure amie de Julie lui dit donc de l'éviter au maximum, en incluant sa performance à son concert du soir même. Au début de leur performance, Julie fait tout pour éviter de créer un contact du regard, mais échoue très rapidement et leur connexion revient de plus belle. Le concert fait unanimité, tout le monde l'a trouvé génial. À la fin du concert, alors que les garçons s'apprêtent à fêter leur concert, Willie vient les voir et leur annonce la nouvelle. S'ils ne font pas ce que dit Caleb, les électrochoc vont les faire disparaître. Il leur dit donc qu'il ne voit qu'une seule solution. Faire leur action inachevée à temps, pour passer de l'autre côté. C'est alors que Luke pense tout de suite à ce qu'il pense être leur action inachevée. Faire le concert qu'ils n'ont jamais fait : jouer à l'Orpheum.
8. Les garçons ont décidé de ne rien dire à Julie par peur de la blesser. Willie va voir Alex pour lui demander pardon, et ce dernier lui dit qu'ils ont trouvé leur action inachevée. À l'école, tout le monde est encore subjugué par la performance de la veille. On lui demande même sa photo. Nick rejoint Julie, et la félicite pour son concert, et propose juste après un rendez-vous. Julie refuse, gênée, et avoue qu'elle apprécie quelqu'un d'autre, faisant une discrète référence à Luke. Quand Flynn arrive après que Nick soit partie, elle lui demande ce qu'il s'est passé, et Julie lui raconte tout. Flynn lui annonce qu'elle est un peu folle de choisir quelqu'un qui n'existe pas, mais la soutient tout de même dans son choix. Julie dit en plus qu'ils sont comme connectés, sachant comment c'est de perdre sa mère. Flynn donne l'idée à Julie de lui écrire une chanson. Pendant ce  temps, Carlos dit à son père qu'il a trouvé du nouveau sur les fantômes de leur maison. Il raconte qu'il a trouvé une vieille boîte remplie de choses diverses et variées, et annonce à son père que le fantôme de la maison est… un chef cuisinier. Il a trouvé une recette de sandwich à tremper, et que c'est pour cela que le fantôme est là. Il n'a jamais vu son rêve se réaliser : voir quelqu'un faire manger sa recette. Après les cours, Julie décide de se rendre chez les parents de Luke. Mais avant de sonner, Luke arrive d'un coup et demande à Julie ce qu'elle fait là. Julie se justifie en disant qu'elle voulait simplement le connaître un peu plus, et bien qu'il soit un peu réticent, il décide d'accepter ça, et sonne. C'est Mitch, le père de Luke qui ouvre. Ce dernier et Julie rentre donc dans la maison, et la mère de Luke, Emily, arrive dans le salon. Julie dit alors qu'elle habite dans la maison où Luke et les garçons répétaient. Elle dit qu'elle a trouvé une chanson que Luke a écrite, et tend alors cette chanson nommée Unsaid Emily (Les non-dits Emily). Luke chante la chanson, et les parents s'imaginent réellement leur fils la chanter. Ils remercient alors du fond du cœur Julie de leur avoir amener cette chanson, et cet hommage. Luke, triste, décide de s'enfuir. En rentrant chez elle, Julie voit Luke devant chez elle, et s'excuse d'avoir peut-être un petit peu mis son nez dans ce qui ne la regardait pas. Luke dit que c'était parfait. Il décide alors d'avouer toute la vérité à Julie. En voyant Luke subir un électrochoc, elle est tout de suite inquiète, et demande comment ils peuvent remédier à ça. Luke annonce que leurs seules solutions sont d'aller dans le groupe de musique de Caleb ou de faire leur action inachevée. Dévastée, Julie décide de s'enfuir dans sa chambre en comprenant qu'elle les perdra. Flynn rejoint Julie et lui explique que dans tous les cas, elle allait les perdre un moment ou à un autre. Julie décide donc de les aider à passer de l'autre côté en les aidant à faire un concert à l'Orpheum.
9. Le jour suivant, Luke, Reggie et Alex se retrouvent devant l'Orpheum. Ce soir-là, c'est le groupe Panic! at the Disco qui jouera. Un deuxième groupe, Downslide, est aussi prévu pour assurer la première partie du concert. Avec l'aide de Willie, ils réussissent à se débarrasser de ce groupe, en emmenant le bus de Downslide à 300 kilomètres de Las Vegas, avec aucune chance de rentrer à temps. C'est leur chance. Ils vont donc dans le bureau du directeur de l'Orpheum qui est extrêmement énervé et confus à l'idée que le bus « s'est conduit tout seul ». De manière discrète les garçons réussissent à montrer leur vidéo d'eux en train de jouer lors de leur concert 2 jours auparavant, et à écrire le numéro de téléphone de Julie sur un post-it. L'assistante du directeur, Tasha, appelle ce dernier pour le montrer au directeur, et ce dernier, décide de les avoir en tant que première partie du concert. En rentrant, les garçons annoncent la nouvelle à Julie, qui reçoit peu de temps après un coup de fil de Tasha lui proposant de jouer à l'Orpheum, ce qu'elle accepte de suite. Pendant ce temps, Carlos raconte l'histoire du sandwich à tremper à sa tante. Il lui dit que tout est fini maintenant et qu'il va ouvrir une chaîne YouTube qui s'appellera « Carlos, la terreur des revenants ». Mais en voulant reposer la recette dans la boîte il trouve quelque chose de plus intéressant : une photo de l'album de Sunset Curve où on peut voir très clairement Luke, Alex, Reggie (et Bobby) en couverture, avec la date 1995. Il reconnaît tout de suite les garçons du groupe de Julie et comprend très vite que les garçons sont des fantômes. En parallèle, pendant que Carrie regardait la vidéo de Julie, son père, Trevor, est interpellé par la musique et rejoint sa fille pour la regarder. Or, il reconnaît tout de suite les garçons et se dit que ce n'est pas possible. Il décide de vouloir voir ça de ses propres yeux et commande deux places (une pour lui et une pour sa fille) pour l'Orpheum, pour le concert du soir même. Luke, Alex et Reggie sont dans le garage et commence à préparer leur programme en décidant de l'ordre des chansons. Mais, les électrochocs se font de plus en plus forts. Quand Julie les voit souffrir comme ceci, elle est inquiète, mais les garçons la rassurent. Julie remercie chaleureusement les garçons et demande à Luke de remercier sa mère d'avoir mis les garçons sur leur chemin, et de lui dire qu'elle l'aime, quand ils vont passer de l'autre côté. Carlos qui voulait une preuve de l'existence des fantômes entend tout cela, et décide de ne pas filmer et de ne pas dire la vérité. Il n'empêche qu'il fait comprendre aux garçons qu'il sait qu'ils existent. Après coup, Carlos, Julie et leur père partent en direction de l'Orpheum. Mais, quelques secondes après leur départ, Caleb rend une petite visite aux garçons dans le garage. Il leur annonce que personne ne sait ce qu'il va se passer s'ils vont de l'autre côté, et d'un coup de main, il les transporte au Hollywood Ghost Club contre leur gré. À l'Orpheum, Julie se prépare mais s'inquiète un peu en ne voyant pas les garçons. Flynn est tout excitée par ce qu'il se passe mais en voyant son amie inquiète, elle décide de la rassurer et de lui changer les idées en parlant un petit peu. Pendant ce temps, les garçons arrivent dans les coulisses du Hollywood Ghost Club. Caleb les rejoint et leur annonce qu'ils n'ont plus beaucoup de temps et qu'ils devraient accepter leur offre. Il leur annonce aussi qu'ils ne sont pas vraiment sûrs à 100 % que l'Orpheum est leur action inachevée et que cela peut être une perte de temps. Pour les faire obliger à venir, Caleb lance une chanson qui les attire malgré eux. Ils se sentent comme magnétisés, et ne peuvent pas reculer. Ils sont forcé à aller sur scène et à jouer ce morceaux. À la fin de la chanson, tout le monde les applaudit, et surtout tout le monde les voit même quand la note final s'achève. Julie devient de plus en plus inquiète et commence à penser que les garçons n'ont pas eu le temps, et qu'ils ont disparu. Dévastée elle décide de s'enfuir seulement quelques secondes avant son début sur scène. Elle sort de l'Orpheum et décide de parler à sa mère. Elle avoue que les garçons sont devenus sa famille et qu'elle aimerait juste qu'ils soient avec elle. Alors qu'elle pleure dans l'allée, une femme la voit et pour la réconforter lui donne une fleure. Une dahlia, la fleur favorite de sa mère. Prenant ça comme un signe, elle décide donc de rentrer à l'Orpheum et de jouer sur scène même si les garçons ne sont pas là. Avant de commencer la chanson, elle fait une dédicace à sa mère et aux garçons, puis pose ses doigts sur le clavier. Elle joue Stand Tall (La tête haute). Chanson qu'elle avait commencé à composer avec sa mère, mais qu'elle a fini avec Luke. Alors qu'elle arrive à la fin du premier couplet, un miracle arrive. Alex arrive sur scène et commence à accompagner Julie à la batterie. Il est suivi de peu par Reggie, et Julie est heureuse qu'ils arrivent. C'est juste avant le deuxième refrain que Luke arrive, ayant plus de mal à apparaître sur scène. Julie lâche son piano et va chanter avec les garçons à pleins poumons. En même temps, Trevor n'en revient pas. C'est donc bien vrai. Luke, Reggie et Alex sont bien là, malgré le fait qu'ils soient morts. A la fin de la chanson, les garçons disparaissent et même Julie ne les voit plus. Carrie est subjugué par la représentation de Julie et applaudit sa performance. En rentrant chez elle, Julie décide de faire un dernier tour dans le garage, mais tombe sur les garçons. Alors qu'elle était persuadée que les garçons avaient réussi à passer de l'autre côté, elle les voit ici en train de souffrir encore plus à cause des électrochocs. L'Orpheum n'était donc pas leur action inachevée. Caleb avait raison. Julie supplie alors les garçons d'aller rejoindre le magicien car elle ne veut pas qu'ils disparaissent à tout jamais, mais les garçons refusent. Ils ne veulent pas faire de la musique si ce n'est pas avec elle. Dans un élan de tristesse, Julie se jette dans les bras de Luke, et quelques secondes après elle se rend compte qu'elle arrive à le toucher. Elle décide alors d'appeler Alex et Reggie de venir, et elle peut enfin les toucher. Le tampon que Caleb à donner aux garçons s'efface pour disparaître complètement et les garçons se sentent plus fort. Le lendemain, Nick se tient devant la porte de Julie avec un bouquet de fleurs pour la féliciter. Il tombe, par contre, nez à nez avec Caleb, qui décide de le posséder pour se venger. Julie ouvre la porte et tombe ensuite sur Nick et le remercie pour les fleurs.

Et c'est ainsi que la saison 1 de Julie and the Phantoms se termine.

## Fiche technique
- Création : Dan Cross & David Hoge, d'après Julie e os Fantasmas de Paula Knudsen, Tiago Mello et Fabio Danesi
- Photographie : Jon Joffin
- Montage : Don Brochu, Dan Krieger, Austin Andrews
- Musique : David Lawrence
- Production : Kenny Ortega, Dan Cross, David Hoge, Michel Tikhomiroff, Fabio Danesi, George Salinas, Jaime Aymerich, Jameson Parker, Thierry Tanguy

## Distribution
- Madison Reyes (VF : Lisa Caruso) : Julie Molina, une lycéenne.  (première apparition : Wake Up , dernière apparition : Stand Tall)
- Charlie Gillespie (VF : Maxime Baudouin) : Luke Patterson, chanteur et guitariste principal du groupe (première apparition : Now or Never , dernière apparition : Stand Tall)
- Owen Patrick Joyner (VF : Gabriel Bismuth-Bienaimé) : Alex Mercer, batteur du groupe, ouvertement gay (première apparition : Now or Never , dernière apparition : Stand Tall)
- Jeremy Shada (VF : Benjamin Bollen) : Reggie Peters, guitare basse du groupe (première apparition : Now or Never , dernière apparition : Stand Tall)
- Jadah Marie (VF : Charlotte Hervieux) : Flynn, la meilleure amie de Julie (première apparition : Wake Up , dernière apparition : Stand Tall)
- Sacha Carlson (VF : Garlan Le Martelot) : Nick, le petit ami de Carrie (première apparition : Wake Up , dernière apparition : Stand Tall)
- Savannah Lee May : Carrie, ancienne amie de Julie, leader du groupe Dirty Candy (première apparition : Wake Up , dernière apparition : Stand Tall)
- Victoria Caro (VF : Soizic Fonjallaz) : membre du groupe Dirty Candy, danseuse violette (première apparition : Bright , dernière apparition : Finally Free)
- Cheyenne Jackson (VF : Damien Ferrette) : Caleb Covington, un fantôme qui dirige le Hollywood Ghost Club (première apparition : Wake Up , dernière apparition : Stand Tall)
- Carlos Ponce (VF : Serge Faliu) : Ray Molina, le père de Julie (première apparition : Wake Up , dernière apparition : Stand Tall)
- Sonny Bustamante (VF : Cécile Gatto) : Carlos Molina, le petit frère de Julie (première apparition : Wake Up , dernière apparition : Stand Tall)
- Alison Araya (VF : Géraldine Asselin) : Victoria, la belle-sœur de Ray et la tante de Julie et Carlos (première apparition : Wake Up , dernière apparition : Stand Tall)
- Marci T. House (VF : Daria Levannier) : Mrs. Harrison, la prof de musique (première apparition : Wake Up , dernière apparition : Bright)
- Booboo Stewart (VF : Adrien Larmande) : Willie, un fantôme rencontré par Alex et qui va l'aider (première apparition : Flying Solo , dernière apparition : Stand Tall)

## Tournage
- Le tournage de la série s'étend entre Octobre 2019 et Janvier 2020. Le tournage s'effectue dans la ville de Vancouver au Canada (sud ouest).

## Nominations et récompenses
| Année | Récompense                                                          | Catégorie                                                                                         | Nomination                    | Résultat |
| ----- | ------------------------------------------------------------------- | ------------------------------------------------------------------------------------------------- | ----------------------------- | -------- |
| 2021  | SEC Awards                                                          | Personnage préféré dans une série en streaming                                                    | Madison Reyes, "Julie Molina" | Nommé    |
| 2021  | SEC Awards                                                          | Meilleure série pour adolescents                                                                  | Julie and the Phantoms        | Nommé    |
| 2021  | SEC Awards                                                          | Meilleure actrice dans une série pour adolescents                                                 | Madison Reyes                 | Nommé    |
| 2021  | SEC Awards                                                          | Meilleur acteur dans une série pour adolescents                                                   | Charles Gillespie             | Nommé    |
| 2021  | CSC Awards                                                          | Cinématographie de série comique                                                                  | Jon Joffin, “Wake Up”         | Nommé    |
| 2021  | Daytime Emmy Awards Children's & animation and lifestyle categories | Meilleur série dramatique pour ados                                                               | Julie and the Phantoms        | Nommé    |
| 2021  | Daytime Emmy Awards Children's & animation and lifestyle categories | Meilleure performance par un acteur secondaire pour une fiction diffusée en journée               | Cheyenne Jackson              | Nommé    |
| 2021  | Daytime Emmy Awards Children's & animation and lifestyle categories | Meilleure performance d’un/une jeune acteur/actrice pour une fiction diffusée en journée          | Madison Reyes                 | Nommé    |
| 2021  | Daytime Emmy Awards Children's & animation and lifestyle categories | Meilleure équipe d’auteurs pour une fiction diffusée en journée                                   | Julie and the Phantoms        | Nommé    |
| 2021  | Daytime Emmy Awards Children's & animation and lifestyle categories | Meilleure montage et mixage du son                                                                | Julie and the Phantoms        | Nommé    |
| 2021  | Daytime Emmy Awards                                                 | Meilleur montage à caméras multiples pour une série dramatique ou une fiction diffusée en journée | Julie and the Phantoms        | Lauréat  |
| 2021  | Daytime Emmy Awards                                                 | Meilleurs maquillages pour une série dramatique ou une fiction diffusée en journée                | Julie and the Phantoms        | Nommé    |
| 2021  | Daytime Emmy Awards                                                 | Meilleures coiffures pour une série dramatique ou une fiction diffusée en journée                 | Julie and the Phantoms        | Nommé    |
| 2021  | Daytime Emmy Awards                                                 | Meilleure création de costumes pour une série dramatique ou une fiction diffusée en journée       | Julie and the Phantoms        | Lauréat  |
| 2021  | Daytime Emmy Awards                                                 | Meilleur casting pour une série dramatique ou une fiction diffusée en journée                     | Julie and the Phantoms        | Nommé    |
| 2021  | Daytime Emmy Awards                                                 | Meilleure chanson originale                                                                       | “I Got the Music"             | Nommé    |
| 2021  | Daytime Emmy Awards                                                 | Meilleure chanson originale                                                                       | “The Other Side of Hollywood" | Nommé    |
| 2021  | Daytime Emmy Awards                                                 | Meilleure chanson originale                                                                       | “Unsaid Emily”                | Lauréat  |
| 2021  | Tell-Tale TV Awards                                                 | Nouvelle série comique favorite                                                                   | Julie and the Phantoms        | Lauréat  |
| 2021  | Tell-Tale TV Awards                                                 | Actrice favorite dans une série comique sur le cable ou en streaming                              | Madison Reyes                 | Lauréat  |
| 2021  | Tell-Tale TV Awards                                                 | Acteur favori dans une série comique sur le cable ou en streaming                                 | Owen Joyner                   | Lauréat  |
| 2021  | MTV Movie & TV Awards                                               | Meilleur moment musical                                                                           | “Edge of Great”               | Lauréat  |
| 2020  | Cape and Castle Awards                                              | Meilleure série comique télévisée                                                                 | Julie and the Phantoms        | Lauréat  |
| 2020  | Golden Tomato Awards                                                | Série préférée des fans                                                                           | Julie and the Phantoms        | Lauréat  |